# 京王クヤ900形電車
京王クヤ900形電車（けいおうクヤ900かたでんしゃ）は、2007年に製造された、京王電鉄京王線の架線及び軌道検測用の事業用車。電動貨車編成に組み込まれ、営業列車と同じ速度で走行しながら架線、軌道の測定をおこなうことができ「Dynamic Analytical eXpress」を略したDAXの愛称がつけられている。

## 概要
京王電鉄では、軌道と架線の検測は夜間に線路閉鎖を行ったうえ、モーターカーで検測車を牽引して行っていたが、速度が15 km/h以下と遅いことから静的な測定しか行えなかったうえ、列車の動揺測定は別途営業列車に動揺試験機を搭載して行う必要があった。測定精度の向上のため、電動貨車編成中に組み込んで営業列車と同じ速度で検測が行えるよう、8000系と同様のステンレス車体にレーザーを使用した非接触式の測定器を搭載し、レーザー基準器を搭載する部分の床は高い剛性が求められることから二重床構造となっている。「Dynamic Analytical eXpress」を略したDAXの愛称がつけられた。形式番号は当時最新鋭だった9000系のイメージをもたせるため900番台とし、下2桁は登場時編成を組んでいたデワ600形で使用されていなかった11をつかって911とされた。2ヶ月に1回、電動貨車編成に組み込まれて2日かけて京王線全線を検測している。登場時はデワ600形と連結していたが、2016年以降はデヤ901・デヤ902形と連結する形式に変更された。

## 車体
車体は8000系と同様の構造のステンレス製とされたが、外板はビードレスとなった。構内入換の便を図るため、車体両端に運転室が設けられ、運転室には乗務員の乗降用の開戸が設けられた。運転台機器はコストダウンと牽引車デワ600形との共通化のため6000系の廃車発生品が利用され、使用していない時はカバーで覆われ施錠されている。車体側面にはカラー帯と「DAX」のロゴが配され、構内運転時の視認性向上のため妻面にも側面同様の帯が巻かれている。側面には機材搬入用の扉が各側面に1箇所設けられたが、高さを二重床基準としたため、扉下辺の位置が高い。側面には作業机付近に片側につき4枚窓が設けられ、うち各2枚は下降式で開閉させることが出来る。レーザー基準器を搭載する部分の床は高い剛性が求められることから二重床構造となっている。
妻面上部には前照灯、尾灯が設けられ、スペースの制約からワイパーも窓上に設けられた。妻面には編成を組む電動貨車との行き来のために扉が設けられ、扉両側には車両間の移動時に利用できるよう手すりが設けられている。

## 走行機器

### 台車
検測装置搭載のため、軸箱支持が9000系の軸梁式から円筒積層ゴム式に変更された東急車輛製造製のTS-1035形ボルスタレス台車（測定枠付き）が採用された。

### ブレーキ装置・保安装置
ブレーキ装置は将来牽引車が変更されることを想定し、7000系付随車と同様のナブテスコ製電気指令式空気ブレーキ装置(HRD-1)が採用された。車輪にフラット（異常磨耗）が発生すると計測に支障するため、フラット防止装置が設けられた。京王では車両基地構内にもATSが設置されているため、構内運転用の運転台にもATSが設置され、製造時にATCの導入が想定されていたため、ATC導入の準備が施された。速度信号は連結される電動貨車の動力台車から得たものをジャンパ栓経由で受信している。床下にATS車上子を設置するスペースがないため、台車枠にATS車上子が設置された。

### 空調装置・電源装置
屋根上に8000系と同じ出力 64.0 kW(55,000 kcal/h)の冷房装置が搭載された。検測中は牽引車とは別に空調を制御できるよう新宿寄り運転台仕切壁背面に司令器が設置されている。暖房装置は作業スペース確保のため温風ヒーター式とされ、860 Wのもの6台が搭載された。空調、照明、検測装置などの電源は牽引車から交流200 Vの供給を受けるが、検測装置のメンテナンスなどの際には地上から交流200 Vを受電できるようになっており、両者が同時に供給された場合は車両側電源を優先するよう保護回路が設けられている。

## 検測装置
測定精度の向上のため、電動貨車編成中に組み込んで営業列車と同じ速度で検測が行えるよう、各種機器が搭載されている。室内に検測機器用の電源装置、制御装置、計測用装置、高圧室が、二重床部分にはレーザー基準装置や動揺加速度計が搭載されている。台車に光式のレール測定装置が設置され、屋根上には検測用パンタグラフ、投光器、観測用カメラなどが設けられた。パンタグラフは京王で唯一の下枠交差形PT-9001が採用され、検測時のみ上昇させている。

## 編成・運用
形式番号は当時最新鋭だった9000系のイメージをもたせるため900番台とし、下2桁は登場時編成を組んでいたデワ600形で使用されていなかった11を付番し、911とされた。
2007年（平成19年）11月に竣工した後、翌2008年（平成20年）3月末まで試験及び調整を行い、2008年4月から稼働している。2ヶ月に1回、電動貨車編成に組み込まれて2日かけて京王線全線を検測している。
登場時はデワ600形と編成を組んでいたが、2016年（平成28年）4月以降は9000系ベースのデヤ901・デヤ902形と機材運搬用貨車サヤ912形で構成される4両編成を組む。なお、運転室は構内運転用であり、本形式が営業線上で先頭に出ることはない。
|          | ← 新宿京王八王子 → |         |         |         |
| 形式     | デワ600            | クヤ900 | デワ600 | デワ600 |
| 車両番号 | 601                | 911     | 621     | 631     |

|          | ← 新宿京王八王子 → |         |         |         |
| 形式     | デヤ901            | クヤ900 | サヤ912 | デヤ902 |
| 車両番号 | 901                | 911     | 912     | 902     |